# 微刺伊朗蒿
微刺伊朗蒿（学名：Artemisia persica var. subspinescens）为菊科蒿属下的一个变种。